# Takumi Uesato
Takumi Uesato (上里 琢文 Uesato Takumi?, nacido el 29 de abril de 1990 en Hirara (actualmente Miyakojima), Okinawa) es un futbolista japonés que se desempeñaba como delantero.

## Trayectoria

### Clubes
| Club              | País      | Año         |
| ----------------- | --------- | ----------- |
| Kyoto Sanga FC    | Japón     | 2009 - 2011 |
| FC Ryukyu         | Japón     | 2011 - 2013 |
| USV Allerheiligen | Austria   | 2014 - 2016 |
| JPV Marikina FC   | Filipinas | 2016 - 2017 |
| Ceres-Negros FC   | Filipinas | 2018        |
| JPV Marikina FC   | Filipinas | 2018 -      |

## Estadística de carrera

### J. League
| Club           | Año   | J. League | J. League | Copa J. League | Copa J. League | Total | Total |
| Club           | Año   | Part.     | Goles     | Part.          | Goles          | Part. | Goles |
| -------------- | ----- | --------- | --------- | -------------- | -------------- | ----- | ----- |
| Kyoto Sanga FC | 2009  | 2         | 0         | 0              | 0              | 2     | 0     |
| Kyoto Sanga FC | 2010  | 0         | 0         | 0              | 0              | 0     | 0     |
| Kyoto Sanga FC | 2011  | 0         | 0         | -              | -              | 0     | 0     |
| Total          | Total | 2         | 0         | 0              | 0              | 2     | 0     |